# Prostituce v Beninu
Prostituce v Beninu je legální, ale některé s ní související činnosti, jako je provoz nevěstinců, jsou nezákonné. Podle zpráv UNAIDS v Beninu žije přibližně 15 000 prostitutek. Většinu prostitutek v zemi tvoří migranti ze sousedních zemí, hlavně z Nigérie, Toga a Ghany. Pouze přibližně 15 % prostitutek pochází z Beninu. Prostitutky pracují na ulici, v barech, restauracích, hotelech a v nevěstincích. S rozšířením používání smartphonů je prostitutky používají ke sjednávání schůzek s klienty pomocí aplikací.
Mnoho žen se v Beninu živí prostitucí z ekonomických důvodů. Některé mladé beninské ženy se učí anglicky, aby mohly odejít za prací do Nigérie, kde se živí jako prostitutky, neboť v Nigérii kvete sexuální průmysl.
Ve venkovských oblastech se vdovy často diskrétně živí prostitucí, aby zajistily své rodiny. Jedná se o kulturní a sociální tradici, kterou komunita nepovažuje za prostituci, ale je považována za způsob zachování jména rodiny. Jakékoliv dítě zplozené z těchto styků přijímá jméno jejího mrtvého manžela. Není neobvyklé, že ženy mají po smrti manžela i pět dětí.
Problémem v zemi je HIV, sex trafficking a sexuální turismus za dětskou prostitucí.

## HIV
Podobně jako v dalších zemích subsaharské Afriky je i v Beninu problémem HIV. Jednou z vysoce rizikových skupin obyvatelstva jsou prostitutky. Jejich klienty jsou často vojáci a řidiči kamionů. Kvůli charakteru jejich práce v případě nakažení HIV mají potenciál jeho značného šíření.
V roce 1992 byl mezi sexuálními pracovníky v Cotonou realizován preventivní projekt podporovaný Kanadskou mezinárodní rozvojovou agenturou (CIDA). Díky této aktivitě se zvýšilo používání kondomů a prevalence HIV mezi sexuálními pracovníky klesla z 53,3 % v roce 1993 na 30,4 % v roce 2008. Ve stejném období klesla i prevalence dalších pohlavně přenosných chorob, která u kapavky klesla z 43,2 na 6,4 % a u chlamydií z 9,4 na 2,8 %.
Nevládní organizace Centre d'Etudes, de Recherches et d'Interventions pour le Dévoleppement (CERID) poskytuje sexuálním pracovníkům bezplatně lékařské ošetření a poradenství. UNAIDS v roce 2016 uvedla, že prevalence HIV mezi sexuálními pracovnicemi byla 15,7 %.

## Sex trafficking
Benin je zdrojovou, tranzitní i cílovou zemí pro ženy a děti vystavené sex traffickingu. Nejvíce odhalených obětí mezi beninskými dívkami je v Cotonou a v dalších oblastech jižní části země. V Beninu jsou sexuálnímu vykořisťování vystavované i dívky pocházející z Toga.
Z Beninu byly hlášeny i případy sexuální turistiky zahrnující chlapce i dívky v oblastech podél pobřeží v departmentu Mono. Podle průzkumu v Cotonou v jižním Beninu a Malanville v severním Beninu jsou v obou městech dívky vystaveny sexuálnímu vykořisťování, včetně potenciálního sex traffickingu.
Podle dostupných dat byl department Ouémé hlavní oblastí náboru dětí, které se následně staly oběťmi obchodu se sexem v Konžské republice, pro kterou je největší zdrojovou zemí obětí sex traffickingu právě Benin. Dále jsou beninské oběti posílány do Nigérie, Gabonu či Libanonu.
V Beninu jsou při sexu vykořisťovány ženy pocházející ze západoafrických států. Beninské mladé ženy jsou také najímány nelicencovanými beninskými a libanonskými agenturami kvůli práci v domácnostech v Libanonu a Kuvajtu, kde jsou některé z nich následně nuceny k prostituci. Praxe překupníků s dětmi se také časem mění. Nadále již při cestě své oběti nedoprovázejí, ale jejich komplici na ně čekají v místě určení a děti cestují samy. Tato taktika stěžuje vyšetřování.
Zákony platné v Beninu nezakazují všechny formy obchodu s lidmi. Zákon z roku 2006 O přepravě mladistvých a potírání obchodu s dětmi kriminalizuje obchod s dětmi, ale zaměřuje se spíše na pohyb dětí než na jejich konečné vykořisťování. Zákon stanovuje pro pachatele tresty odnětí svobody v délce šesti měsíců až dvou let nebo pokuty, pokud jsou děti transportovány za účelem pracovního vykořisťování. Trestní zákoník v Beninu také zakazuje obstarávání nebo nabízení osoby k prostituci a usnadňování prostituce s tresty odnětí svobody v délce šesti měsíců až dvou let. Žádný z těchto trestů není dostatečně přísný ani přiměřený v porovnání s tresty udílenými za jiné závažné zločiny.